# 희소돌기아교세포종
희소돌기아교세포종(Oligodendroglioma)은 뇌의 희소돌기아교세포 또는 신경교 전구세포에서 유래하는 것으로 여겨지는 신경교종의 일종이다. 이는 주로 성인(모든 원발성 뇌종양 및 중추신경계 종양의 9.4%)에서 발생하지만 어린이(모든 원발성 뇌종양의 4%)에서도 발견된다.

## 증상 및 징후
희소돌기아교세포종은 주로 전두엽에서 발생한다. 50~80%의 환자에서 첫 번째 증상은 사전 증상 없이 발작이 시작되는 것이다. 증가된 두개내압과 관련되어 발생하는 두통 또한 희소돌기아교세포종의 일반적인 증상이다. 종양의 위치에 따라 시각 상실, 운동 약화, 인지 저하 및 불안을 포함하되 이에 국한되지 않는 다양한 신경학적, 신경심리학적 결함이 유발될 수 있다. 종양 크기, 위치, 이질성 또는 동질성을 확인하려면 컴퓨터 단층촬영(CT) 또는 자기공명영상(MRI) 스캔이 필요하다. 최종 진단은 종양의 생검 및 조직병리학적 검사에 의존한다.

## 원인
희소돌기아교세포종의 원인은 알려져 있지 않다. 일부 연구에서는 희소돌기아교세포종과 바이러스 원인을 연관시켰다. 2009년 옥스퍼드 신경 심포지엄 연구에서는 NJDS 유전자 돌연변이와 종양 시작 사이에 69%의 상관관계가 있음을 보여주었다. 단일 사례 보고에서는 희소돌기아교세포종과 뇌하수체 선종의 방사선 조사가 연관되어 있다고 보고되었다.

## 진단

### 현미경 상의 형상
희소돌기아교세포종은 현재 임상적 또는 방사선학적 외관만으로 다른 뇌 병변과의 구별이 불가능하다. 따라서 뇌 생체검사 만이 최종 진단의 유일한 방법이다. 희소돌기아교세포종은 뇌의 정상적인 희소돌기아교세포에서 접미사 '-종'이 붙은 형태의 단어이다. (해당 이름은 "소수"를 의미하는 그리스어 어근 'Oligo-'와 "나무"를 의미하는 '-dendro'에서 유래되었다.) 일반적으로 어둡고 작은 핵, 그리고 소량의 호산구성 세포질을 가졌으며, 작으나 커지는 둥근 핵을 가진 세포로 구성된다. 그들은 조직학적 형상으로 인해 "달걀 프라이" 세포라고 불리기도 한다. 그들은 정상적인 뇌 실질에 침투하여 모호한 결절을 생성하여, 약간 커진 둥근 세포의 단순한 집합으로 보인다. 그러나, 이는 분명히 확산적으로 침투하는 종양임을 인지해야 한다.
일반적인 경우, 해당 세포들은 미세하게 분기된 모세혈관 구조를 가지는 경향이 있다. 이는 "치킨 와이어" 모양을 유도하게 된다. 피질과 같은 회백질 구조를 침범할 때, 종양성 희소돌기아교세포는 "신경주위 위성증"이라고 불리는 현상을 나타내는 신경세포 주위에 군집하는 경향이 있다. 희소돌기아교세포는 혈관 주위 또는 뇌의 연질막 표면 아래에 쉽게 침범할 수 있다.
희소돌기아교세포종은, 더 일반적인 성상세포종과 구별될 수 있어야 한다. 희소돌기아교세포종은 성성세포종 분화의 비일반적인 변종과 결합된 형태의 종양이 관찰되고, 이 구별은 신경병리학 학계에서 아직도 논란이 되고 있다. 분자 진단을 통해, 이러한 구별이 미래에 더 이상 필요가 없음을 주장하는 사람들도 존재한다. 반면에, 정상 뇌 조직에서 OLIG2는 성숙한 성상세포종이 아닌 신경아교세포종에서 발현되지만, 성인 성인세포종(IDH 돌연변이에 의한 확산성 성상세포종 및 역형성 성상세포종, IDH 야생형 교모세포종 포함)과 희소돌기아교세포종 모두에서 유사하게 발현된다. 따라서 OLIG2는 일부 임상 케이스에서 IDH 돌연변이 상태를 예측할 때 쓰일 수는 있으나, 이러한 등급의 다 자란 교종을 구별하는 데 사용되어서는 안 된다.
원형 세포의 단조로운 모습으로 인해, 다른 신경교세포 및 신경교세포 종양의 구분에서 혼선이 일어나기도 한다. 이러한 예에는 필로시틱 성상세포종, 중추신경세포종, 소위 반형성 신경상피 종양 또는 뇌실막종이 있다.

### 조직병리학적 등급
희소돌기아교세포종의 조직병리학적 등급은 논란의 여지가 있다. 현재 가장 일반적으로 사용되는 등급 체계는 2007년 세계보건기구(WHO) 지침을 기반으로 한다. 해당 분류에 대한 업데이트는 꾸준히 진행되는 중이다. 희소돌기아교세포종은 일반적으로 2등급(낮은 등급) 종양으로 분류된다.
그러나, WHO 가이드라인은 희소돌기아교세포종을 다소 비과학적인 분류에 의해 Ⅱ등급으로 분류한다는 의견이 있다. 또한 가성평행성 괴사를 포함한 낮은 유사분열 활성, 혈관 증식 및 괴사는 이 종양의 등급을 위험한 수준으로 판단하는 것에 제약이 된다. 이로 인해 병리학자에 의한 진단이 각자의 판단에 따라 달라질 수도 있다. 해당 진단에 대한 치료 결정 및 해석의 궁극적인 책임은 종양을 담당하는 의사가 환자 및 가족과 상의하는 것에 전적으로 달려있다.
WHO 지침은, 흔히 알려진 저등급 희소돌기아교세포종 또는 상당한 비율의 희소돌기아교세포종에서 발생하는 교모세포종 멀티폼(GBM)의 두드러지는 특징을 가진 교모세포종으로 보이는 종양을, IV등급 올리고덴드롤글리오마에 대한 범주를 포함해야 한다고 제안하였다. 이러한 종양이 교모세포종 또는 III등급 역형성 희소돌기아교세포종처럼 나타날 수 있기 때문에, 후자의 범주에 의한 진단의 유용성은 아직 불확실하다.
2007년에 발표된 WHO의 최신 지침은, 당분간 이러한 종양을 '과립선교종 성분이 있는 교모세포종'으로 분류할 것을 권고하고 있다. 이에 해당하는 종양이 표준 교모세포종보다 더 나은 예후를 갖는 지의 여부는 아직 밝혀지지 않았다.

### 분자유전적 기준
WHO의 2021년 CNS5 분류에서 희소돌기아교세포종을 "IDH 돌연변이 및 1p/19q 코드렛"으로 정의하였다. IDH1 또는 IDH2 돌연변이의 존재, 그리고 염색체 1p 및 19q 팔의 코드 삭제가 필요 요건으로서 작용한다. 흥미롭게도, 희소돌기아교세포종은 성상세포종보다 IDH2 돌연변이 비율이 더 높기 때문에, 일반 IDH1 및 p.R132H 돌연변이를 IHC 항체가 감지하지 못할 수도 있다.
지금까지 발견된 가장 일반적인 구조적 변형은 염색체 팔 1p와 19q의 공동 삭제이다. 해당 높은 공동 삭제 빈도는 이 신경 교종의 두드러진 특징이며 희소돌기아교세포종의 "유전적 서명"으로 간주된다. 1p와 19q의 대립 유전자 손실은 각각 또는 결합한 형태로 성상교종이나 희소돌기아교세포종보다 일반적인 희소돌기아교세포종에서 더 흔하다.  한 연구에서는, 일반적인 희소돌기세포종은 42건 중 35건에서 1p 손실을, 39건 중 28건에서 19q 손실을 보였다. 또한, 이들은 39건 중 27건(69%)에서 결합되었다. 저등급 및 역형성 희소돌기아교세포종 사이에서 이형접합 상태의 1p/19q 손실에는 큰 차이가 없었다.  1p/19q 공동 삭제는 희소돌기아교세포종의 화학 감수성과 개선된 예후와 상관관계가 있다. 해당 유전 코드의 삭제의 결과로 손실된 유전자 생성물은, 유전독성 치료법에 대한 내성 매개자가 포함될 수 있다. 또한, 1p/19q 손실은 유전독성 스트레스에 대한 높은 민감도를 유지하는 신경교 신생물의 형성을 촉진하는 초기 발암성 병변일 수 있다. 대부분의 대규모 암 치료 센터는 희소돌기아교세포종에 대한 검사의 일부로써, 1p/19q의 삭제를 정기적으로 확인한다. 1p/19q 유전자의 상태는 FISH, 이형접합(LOH) 분석 또는 가상 핵형질 등의 방법을 통해 탐지할 수 있다. 특히, 가상 핵형질은 1p/19q 유전자좌뿐만 아니라 한 검사에서 전체 유전체를 평가할 수 있는 이점이 있다. 이를 통해 EGFR 및 TP53의 복사 번호 상태와 같은, 신경교종의 다른 주요 유전자에 대한 정보를 평가할 수 있다.
1p 및 19q 삭제에 대한 예후와 치료의 관련성은 혼합 희소돌기아교세포종에 대해서 잘 확립되어 있지만, 저등급 교종에 대해서는 아직 불명확한 부분이 존재한다. 최근 연구에서는 1p/19q 공동 삭제가 결합된 1p/19q 삭제와 마찬가지로, 저등급 교종 환자의 우수한 전체 생존 및 무진행 생존이 1p/19q 전위와 관련이 있을 수 있다고 설명하기도 한다.  희소돌기아교세포종은 p53 유전자에서 드물게 돌연변이를 보이며, 이는 다른 교종과 대조적인 부분이라고 할 수 있다.  표피 성장 인자 수용체 증폭과 전체 1p/19q 코드 삭제는 상호 배타적이다. 또한, EGFR 증폭이 좋지 않은 예후를 예측하는 등 각 신호들은 서로 완전히 다른 결과를 예측한다.  1p/19q 코드 삭제와 이에 따른 유전자의 발현 사이에는 강한 상관 관계가 있다.

## 치료
희소돌기아교종은 일반적으로 현재 치료법을 사용하면 치료가 불가능한 것으로 알려져 있다. 그러나 일반적인 성상교종에 비해 장기 생존과 함께 천천히 성장하고 있다. 한 시리즈의 연구에서는, 희소돌기아교종의 중앙 생존 기간은 II등급의 경우 11.6년이었다.
그러나 이러한 수치는 치료 유형이나 종양의 유전적 특징을 고려하지 않기 때문에 오해의 소지가 있다. 최근 연구에서는 염색체 결손과 치료로서의 방사선 또는 화학 요법의 효과를 기반으로 생존을 분석했다. 해당 실험의 결과는 방사선으로 1p/19q 삭제한 경우 평균 121개월, 화학 요법으로 1p/19q 삭제를 한 경우 160개월 이상(평균 계산 불능), 방사선 치료를 했으나 1p/19q 삭제 하지 않은 경우 평균 58개월, 화학 요법을 하였으나 1p/19q 삭제를 하지 않은 경우 평균 75개월을 생존하였다.
이 종양의 특성과 신경 외과, 화학 요법 및 방사선 치료와 관련된 잠재적인 이환율 때문에 대부분의 신경 종양 의사들은 적극적인 치료보다도 대증요법에 치중할 것이다. 대증치료의 경우, 발작에는 항경련제를 사용하고 뇌 부종에는 스테로이드를 사용하는 것이 일반적이다.
테모졸로마이드의 표준 투여 일정은 총 4주 중 1주 중 5일 연속 반복 투여하는 것이 표준이다. 그러나, 더 적은 양의 약물을 사용하여 일일 연속 투여(예: 28일 주기 동안 21일 연속 투여)가 더 나은 결과를 도출할 수 있다. 일례로, 7주 동안 매일 더 낮은 일일 투여량을 사용한 후 4주 동안 휴식을 취하는 것이 더 나은 결과를 보여주었다. 담당 의사가 규정하게 되는 약물의 투여 기간은 6주기에서 32주기(즉, 3년 이상)에 걸칠 정도로 상당히 다양하다. 한 연구에서 연구자들은 5/28일 주기로 최소 12개월 동안 테모졸로마이드를 투여받은 환자를 비교했으며, 이러한 환자를 12-18주기 동안 테모졸로마이드를 투여받은 "단기" 환자 그리고 19-32주기를 투여받은 "장기" 환자 두 그룹을 비교하였다. 이를 통해, 연구자들은 "장기" 치료에 통계적으로 유의한 이점이 있다는 것을 발견했다. ("단기" 환자의 중앙값 무진행 생존은 95주 (73주 추적)였지만 "장기" 환자의 경우 중앙값 무진행 생존은 아직 도달하지 않았다(134주 추적).)
희소돌기아교종은 광범위하게 침투하는 특성 때문에 수술적 절제로는 완치가 불가능하다. 일반적으로 신경외과 의사는 종양 덩어리가 인접한 뇌 구조를 압박하면, 중요도가 높으며 건강한 뇌 구조를 손상시키지 않도록 종양을 제거하는 방식을 취하게 된다.

## 진행
희소돌기아교종은 다른 모든 침윤성 교종과 마찬가지로 재발률이 매우 높고 시간이 지남에 따라 점차 악화되는 특징이 있다. 재발성 종양은 일반적으로 보다 적극적인 항암 치료와 방사선 치료로 치료한다. 최근에는 정위 수술이 조기에 진단된 작은 종양을 치료하는데 성공적인 것으로 입증되었다.
장기 생존은 소수의 환자에서 보고된다.  적극적인 치료와 면밀한 모니터링을 통해 저등급 과립선종의 일반적인 평균 수명을 연장할 수 있다. Westergaard의 연구(1997)는 20세 미만의 환자의 평균 생존 기간이 17.5년임을 보여주었다. 30세 이상의 환자의 경우 생존율은 낮았지만, 여전히 치료 옵션이 커질수록 생존율은 더 높음을 입증하였다. 그러나, 전체적인 건강이 좋지 않은 환자는 일반 건강이 좋은 환자보다 더 빨리 사망할 가능성이 더 높다.  또 다른 연구는 20년 후 34%의 생존율이 나타나기도 함을 보여준다.  그러나 이러한 수치는 치료 유형이나 종양의 유전적 특징을 고려하지 않기 때문에 임상적으로 이용하는 데에 한계가 있다. 또한, 이러한 과거 데이터는 다른 유형의 뇌종양에 비해 환자가 상대적으로 긴 생존 기간을 지니며, 시간이 지남에 따라 새로운 치료 옵션의 도입되기 때문에 차츰 그 중요성이 감퇴된다.